# Cylindroleberis
Cylindroleberis is een geslacht van kreeftachtigen uit de klasse van de Ostracoda (mosselkreeftjes).

## Soorten
- Cylindroleberis bacescui Kornicker & Caraion, 1974
- Cylindroleberis elliptica (Philippi, 1840) Sohn & Kornicker, 1969
- Cylindroleberis grimaldi (Skogsberg, 1920) Hartmann, 1974
- Cylindroleberis kappa Kornicker, Harrison-Nelson & Coles, 2007
- Cylindroleberis kliei Kornicker, 1976
- Cylindroleberis mackenziei (Kornicker, 1974)
- Cylindroleberis marranyin Syme & Poore, 2006
- Cylindroleberis minuta (Poulsen, 1965) Cohen & Kornicker, 1975
- Cylindroleberis nodulifera (Poulsen, 1965) Kornicker, 1975
- Cylindroleberis obalis Kajiyama, 1912
- Cylindroleberis rangiroaensis Hartmann, 1984
- Cylindroleberis thailandica (Poulsen, 1965) Kornicker, 1975
- Cylindroleberis variabilis Kornicker, 1970
- Cylindroleberis verrucosa (Poulsen, 1965) Kornicker, 1975
- Cylindroleberis vibex Kornicker, 1992
- Cylindroleberis vicina (Skogsberg, 1920)
- Cylindroleberis vietnamensis Chavtur, 1989
- Cylindroleberis vix Kornicker, 1992